# Rowlandius
Rowlandius ist eine Gattung der Zwerggeißelskorpione (Schizomida), die aus mehr als 50 bekannten Arten besteht und vor allem auf den Inseln der Karibik verbreitet ist.

## Merkmale
Wie andere Zwerggeißelskorpione sind auch die Rowlandius-Arten nur wenige Millimeter groß.
Mehrere Arten der Gattung sowie anderer Gattungen sind für die innerhalb der Arten variablen und teilweise sehr ausgeprägten Pedipalpen der männlichen Tiere bekannt. Diese können sowohl die gleiche Größe wie die der Weibchen haben, bei vielen Männchen erreichen sie jedoch die dreifache Länge. Die Männchen werden entsprechend der Länge der Pedipalpen in zwei Gruppen aufgeteilt, die als homeomorphisch (bei gleicher Länge wie bei den Weibchen) und heteromorphisch (bei größeren Pedipalpen) bezeichnet werden.

## Verbreitung
Die bekannten Arten der Gattung leben vor allem auf den karibischen Inseln, einzelne Arten sind auf dem südamerikanischen Kontinent nachgewiesen. Die meisten Arten kommen auf Kuba, Jamaika and Hispaniola vor. Auf dem südamerikanischen Kontinent lebt eine Art (Rowlandius arduus) in Venezuela, insgesamt fünf Arten sind in verschiedenen Regionen Brasiliens nachgewiesen.

## Systematik

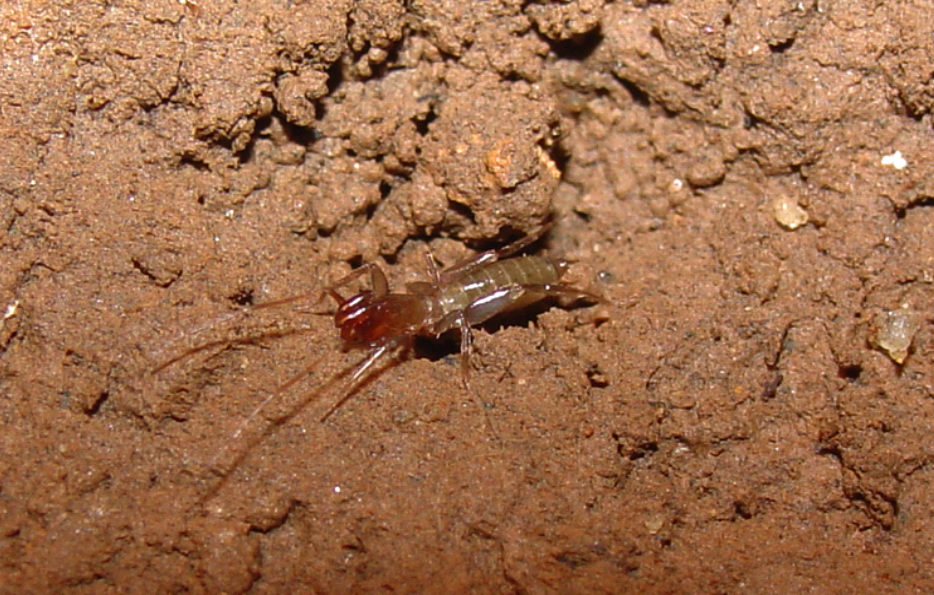
Rowlandius ubajara, Weibchen

Die Gattung Rowlandius wurde 1995 von Reddell and Cokendolpher im Rahmen einer Revision der bekannten Zwerggeißelskorpione eingerichtet. Sie enthält 54 bekannte Arten, darunter die erst 2013 erstbeschriebenen Rowlandius ubajara und Rowlandius potiguar aus dem Nordosten Brasiliens.